# Ron Springett
Ronald Deryk George «Ron» Springett (Londres, Inglaterra, Reino Unido, 22 de julio de 1935-ibídem, 12 de septiembre de 2015) fue un futbolista inglés que jugaba como guardameta. 
Su hermano Peter también jugaba en el mismo puesto.

## Selección nacional
Fue internacional con la selección de fútbol de Inglaterra en 33 ocasiones. Fue campeón del mundo en 1966, sin jugar ningún partido.

### Participaciones en Copas del Mundo
| Mundial                        | Sede       | Resultado        | Partidos | Goles |
| ------------------------------ | ---------- | ---------------- | -------- | ----- |
| Copa Mundial de Fútbol de 1962 | Chile      | Cuartos de final | 4        | 0     |
| Copa Mundial de Fútbol de 1966 | Inglaterra | Campeón          | 0        | 0     |

## Clubes
| Club                | País       | Año       |
| ------------------- | ---------- | --------- |
| Queens Park Rangers | Inglaterra | 1955-1958 |
| Sheffield Wednesday | Inglaterra | 1958-1967 |
| Queens Park Rangers | Inglaterra | 1967-1969 |

## Palmarés

### Copas internacionales
| Título                 | Selección  | Sede       | Año  |
| ---------------------- | ---------- | ---------- | ---- |
| Copa Mundial de Fútbol | Inglaterra | Inglaterra | 1966 |